# Calamus pisicarpus
Calamus pisicarpus är en enhjärtbladig växtart som beskrevs av Carl Ludwig von Blume. Calamus pisicarpus ingår i släktet Calamus och familjen Arecaceae. Inga underarter finns listade i Catalogue of Life.